# يونيون سبرينغز (نيويورك)
يونيون سبرينغز (بالإنجليزية: Union Springs, New York)‏ هي منطقة سكنية تقع في الولايات المتحدة في مقاطعة كايوغا، نيويورك. يقدر عدد سكانها بـ 1,197 نسمة ومساحتها 4.7 كم2 وترتفع عن سطح البحر 125 متر.

## التركيبة السكانية
حدّد مكتب تعداد الولايات المتحدة بيانات التركيبة السكانية ليونيون سبرينغز في تعداد الولايات المتحدة. في ما يلي، التركيبة السكانية حسب تعدادي 2000 و2010.

### تعداد عام 2000
بلغ عدد سكان يونيون سبرينغز 1,074 نسمة بحسب تعداد عام 2000، وبلغ عدد الأسر 429 أسرة وعدد العائلات 294 عائلة مقيمة في القرية. في حين سجلت الكثافة السكانية 235 نسمة لكل كيلومتر مربع (608.6/ميل2). وبلغ عدد الوحدات السكنية 486 وحدة بمتوسط كثافة قدره 106.3 لكل كيلومتر مربع (275.3/ميل2).
وتوزع التركيب العرقي للقرية بنسبة 97.77% من البيض و1.21% من الأمريكيين الأفارقة و0.19% من الأمريكيين الأصليين و0.19% من الأمريكيين ذوي الأصول الآسيوية و0.65% من عرقين مختلطين أو أكثر و0.65% من الهسبانيون أو اللاتينيون من أي عرق.
بلغ عدد الأسر 429 أسرة كانت نسبة 32.4% منها لديها أطفال تحت سن الثامنة عشر تعيش معهم، وبلغت نسبة الأزواج القاطنين مع بعضهم البعض 57.1% من أصل المجموع الكلي للأسر، ونسبة 7.7% من الأسر كان لديها معيلات من الإناث دون وجود شريك، بينما كانت نسبة 3.7% من الأسر لديها معيلون من الذكور دون وجود شريكة وكانت نسبة 31.5% من غير العائلات. تألفت نسبة 25.9% من أصل جميع الأسر من عدة أفراد يعيشون في نفس المنزل ونسبة 14.2% كانت تتألف من شخص يعيش بمفرده يبلغ من العمر 65 عاماً أو أكثر. وبلغ متوسط حجم الأسرة المعيشية 2.50، أما متوسط حجم العائلات فبلغ 3.02.
بلغ العمر الوسطي للسكان 39.6 عاماً. وكانت نسبة 26% من القاطنين تحت سن الثامنة عشر، وكانت نسبة 5.8% بين الثامنة عشر والرابعة والعشرين عاماً، ونسبة 26.7% كانت واقعةً في الفئة العمرية ما بين الخامسة والعشرين والرابعة والأربعين عاماً، ونسبة 24.3% كانت ما بين الخامسة والأربعين والرابعة والستين، ونسبة 17.2% كانت ضمن فئة الخامسة والستين عاماً فما فوق. يوجد لكل 100 أنثى 92.5 ذكر، ويوجد لكل 100 أنثى في الثامنة عشر من عمرها فما فوق 94.9 ذكر.
بلغ متوسط دخل الأسرة في القرية 42,778 دولارًا، أما متوسط دخل العائلة فبلغ 49,667 دولارًا. وكان متوسط دخل الذكور 31,917 دولارًا مقابل 23,750 دولارًا للإناث. وسجل دخل الفرد الخاص بالقرية 18,783 دولارًا. وكانت نسبة 5.2% من العائلات ونسبة 6.8% من السكان تحت خط الفقر، وكان من هؤلاء نسبة 5% تحت سن الثامنة عشر ونسبة 13.8% في الخامسة والستين من العمر وما فوق.

### تعداد عام 2010
بلغ عدد سكان يونيون سبرينغز 1,197 نسمة بحسب تعداد عام 2010، وبلغ عدد الأسر 472 أسرة وعدد العائلات 321 عائلة مقيمة في القرية. في حين سجلت الكثافة السكانية 261.9 نسمة لكل كيلومتر مربع (678.3/ميل2). وبلغ عدد الوحدات السكنية 534 وحدة بمتوسط كثافة قدره 116.8 لكل كيلومتر مربع (302.5/ميل2).
وتوزع التركيب العرقي للقرية بنسبة 94.32% من البيض و1.50% من الأمريكيين الأفارقة و0.08% من الأمريكيين الأصليين و1.17% من الأمريكيين ذوي الأصول الآسيوية و0.17% من سكان جزر المحيط الهادئ و1.25% من الأعراق الأخرى و1.50% من عرقين مختلطين أو أكثر و3.09% من الهسبانيون أو اللاتينيون من أي عرق.
بلغ عدد الأسر 472 أسرة كانت نسبة 29.9% منها لديها أطفال تحت سن الثامنة عشر تعيش معهم، وبلغت نسبة الأزواج القاطنين مع بعضهم البعض 52.8% من أصل المجموع الكلي للأسر، ونسبة 9.7% من الأسر كان لديها معيلات من الإناث دون وجود شريك، بينما كانت نسبة 5.5% من الأسر لديها معيلون من الذكور دون وجود شريكة وكانت نسبة 32% من غير العائلات. تألفت نسبة 26.9% من أصل جميع الأسر من عدة أفراد يعيشون في نفس المنزل ونسبة 14.2% كانت تتألف من شخص يعيش بمفرده يبلغ من العمر 65 عاماً أو أكثر. وبلغ متوسط حجم الأسرة المعيشية 2.41، أما متوسط حجم العائلات فبلغ 2.89.
بلغ العمر الوسطي للسكان 41.7 عاماً. وكانت نسبة 24.9% من القاطنين تحت سن الثامنة عشر، وكانت نسبة 7.5% بين الثامنة عشر والرابعة والعشرين عاماً، ونسبة 22.6% كانت واقعةً في الفئة العمرية ما بين الخامسة والعشرين والرابعة والأربعين عاماً، ونسبة 26.7% كانت ما بين الخامسة والأربعين والرابعة والستين، ونسبة 18.3% كانت ضمن فئة الخامسة والستين عاماً فما فوق. وتوزع التركيب الجنسي للسكان بنسبة 49.4% ذكور و50.6% إناث.

## أعلام
- ليو كار
- تشارلز إي. كورتني